# Амадио, Джон
Джон Амадио (англ. John Amadio; 15 ноября 1883, Крайстчерч, Новая Зеландия — 4 апреля 1964, Сидней, Австралия) — австралийский флейтист.
Потерял отца на первом году жизни. В 1890 г. мать Амадио вышла замуж повторно за Генри Антонио Амадио, флейтиста-любителя, который дал её детям от первого брака свою фамилию и навыки игры на деревянных духовых инструментах. В 1900 г. семья переехала в Австралию, и уже на следующий год Амадио играл в оркестре Итальянской оперы в Мельбурне. В 1902 году он сопровождал французско-американское оперное сопрано Клементину де Вере Сапио, которая подарила ему рубиновое кольцо от ее пальца и букет цветов после их исполнения «Безумной сцены» от Люсии ди Ламермур.  Здесь молодого музыканта заметила певица Нелли Мельба, и в течение последующего десятилетия Амадио сопровождал в гастрольных поездках её самоё, а также её протеже Элизабет Паркину. На протяжении первого 20-летия XX века Амадио играл также в различных австралийских оркестрах. В 1919 г., расставшись с первой женой, он покинул Австралию вместе со своей новой возлюбленной, певицей Флоренс Острел, и отправился в Европу. Здесь они нередко выступали вместе. 
В 1947 г. Амадио вернулся в Австралию и в течение последующего десятилетия играл в составе Мельбурнского симфонического оркестра.